# 彭善 (成化進士)
彭善（1429年—？），字彥積，江西吉安府安福縣人，明朝政治人物。進士出身。

## 生平
江西鄉試第四十二名。成化二年（1466年）丙戌科會試第八十五名，殿試登進士第二甲第三十四名。

## 家族
曾祖彭伯樞。祖父彭同升，贈刑部主事。父亲彭進隣。